# 犬養部
犬養部（いぬかひべ）とは、犬を飼養・使用することを「業」とし、その能力を持って中央政権に仕えた大化前代の品部の一。

## 犬養部の起こりと存在意義
犬養部の、犬の使用目的として、
1．狩猟に用いられた
2．守衛に用いられた
の2つが古来より説かれていた。
『日本書紀』によれば、犬養部は安閑天皇二年(538)八月、同年五月の屯倉の大量設置をうけて国々に設置された。この記事の近接性と、現存する「ミヤケ」という地名と「イヌカイ」という地名の近接例の多さから、犬養部と屯倉との間になんらかの密接な関係があったことが想定され、現在では、犬養部は犬を用いて屯倉の守衛をしていたという説が有力になっている。
また、犬養部の正確な設置時期は不明であるが、安閑天皇の居地であると『日本書紀』が伝える勾金橋宮の故地に「犬貝」の地名が現存していることから、安閑期頃の6世紀前半である可能性が示唆されている。『日本書紀』の記述には、安閑天皇の前後から屯倉の設置記事が多く見られるようになる。屯倉の発展に犬養部の設置が大きく寄与していたことが考えられる。なお、屯倉の広域展開がのちの国・郡・里制の基礎となっていったとの指摘もある。

## 犬養部の統率者
『日本書紀』、『新撰姓氏録』などの諸史料によれば、犬養部を統率した伴造（とものみやつこ）に、県犬養連（あがたのいぬかひのむらじ）、海犬養連（あまいぬかひのむらじ）、若犬養連（わかいぬかひのむらじ）、阿曇犬養連（あずみのいぬかひのむらじ）、辛犬養連（からいぬかいのむらじ）、阿多御手犬養（あたみてのいぬかい）の6氏が存在したことが伝わっている。なお、頭に何も冠さない、犬養連も『書紀』に見られなくはないが、某犬養連の「某」の記載漏れであろうと考えられている。このなかでも県犬養連、海犬養連、若犬養連の3氏が有力な上級伴造とされる。海犬養連、若犬養連、阿曇犬養連、辛犬養連が海神族系、阿多御手犬養は隼人系、県犬養連が山祇族系にそれぞれ分類されると見る説がある。
このうちの県犬養氏は、藤原不比等の妻であり、藤原光明子（光明皇后）・橘諸兄の母である贈従一位県犬養三千代や、安積親王（あさかしんのう、聖武天皇の息子）の母である正三位県犬養広刀自などが輩出され、天武天皇～奈良時代中期にかけて有力な氏族であったことが知られている（『続日本紀』より）。

## 犬養部のその後
屯倉の守衛に始まった犬養氏・犬養部は、のちに犬を手放すとともに、「守衛」により培ってきた武芸を活かし、軍事氏族としての色を強めていったと思われる。有名な大化の改新の引き金となった蘇我入鹿暗殺のクーデター（乙巳の変）の参加者として、海犬養連勝麻呂や葛城稚犬養（若犬養）連網田の名が見られることから、そのことがわかる。